# تپه دیبی ملک قضات
تپه دیبی ملک قضات مربوط به عصر مس - هزاره اول قبل از میلاد است و در شهرستان ورزقان، بخش خاروانا، دهستان دیزمار، ۱ کیلومتری شمال روستای ملک قضات واقع شده و این اثر در تاریخ ۲۷ اسفند ۱۳۸۷ با شمارهٔ ثبت ۲۶۴۱۲ به‌عنوان یکی از آثار ملی ایران به ثبت رسیده است.